# Oxygonum magdalenae
Oxygonum magdalenae är en slideväxtart som beskrevs av Carl Lebrecht Udo Dammer och Albert Peter. Oxygonum magdalenae ingår i släktet Oxygonum och familjen slideväxter. Inga underarter finns listade i Catalogue of Life.